# Pamiętnik Słowiański
Pamiętnik Słowiański – półrocznik pod egidą Komitetu Słowianoznawstwa PAN. W latach 1997–2004 (tom XLVII–LIV) wydawany przez Wydawnictwo Naukowe Semper, od kilku lat ukazuje się nakładem Domu Wydawniczego Elipsa.